# Kraftstofffilter

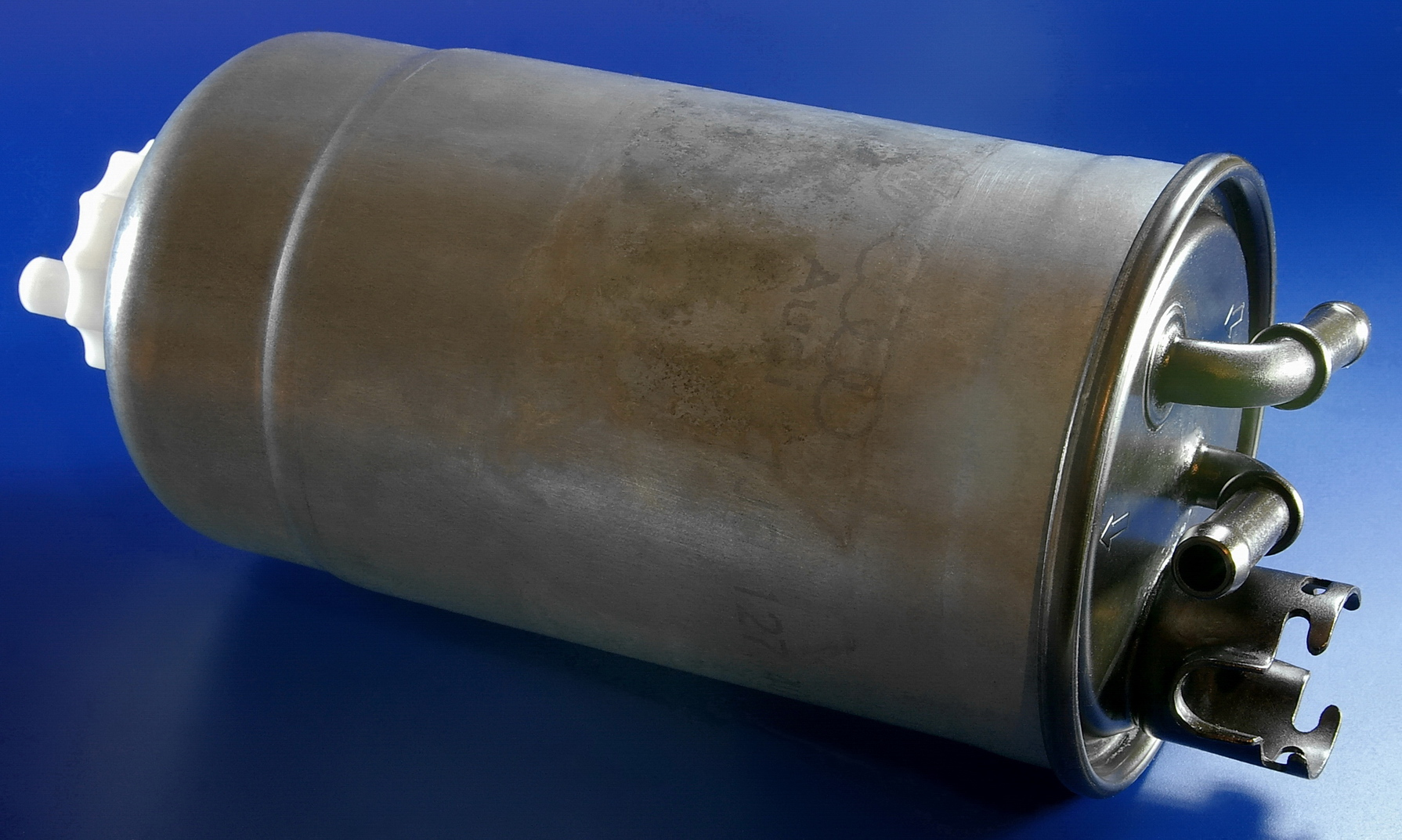
Dieselfilter aus 1,9-l-Dieselmotor (Baujahr 2001)

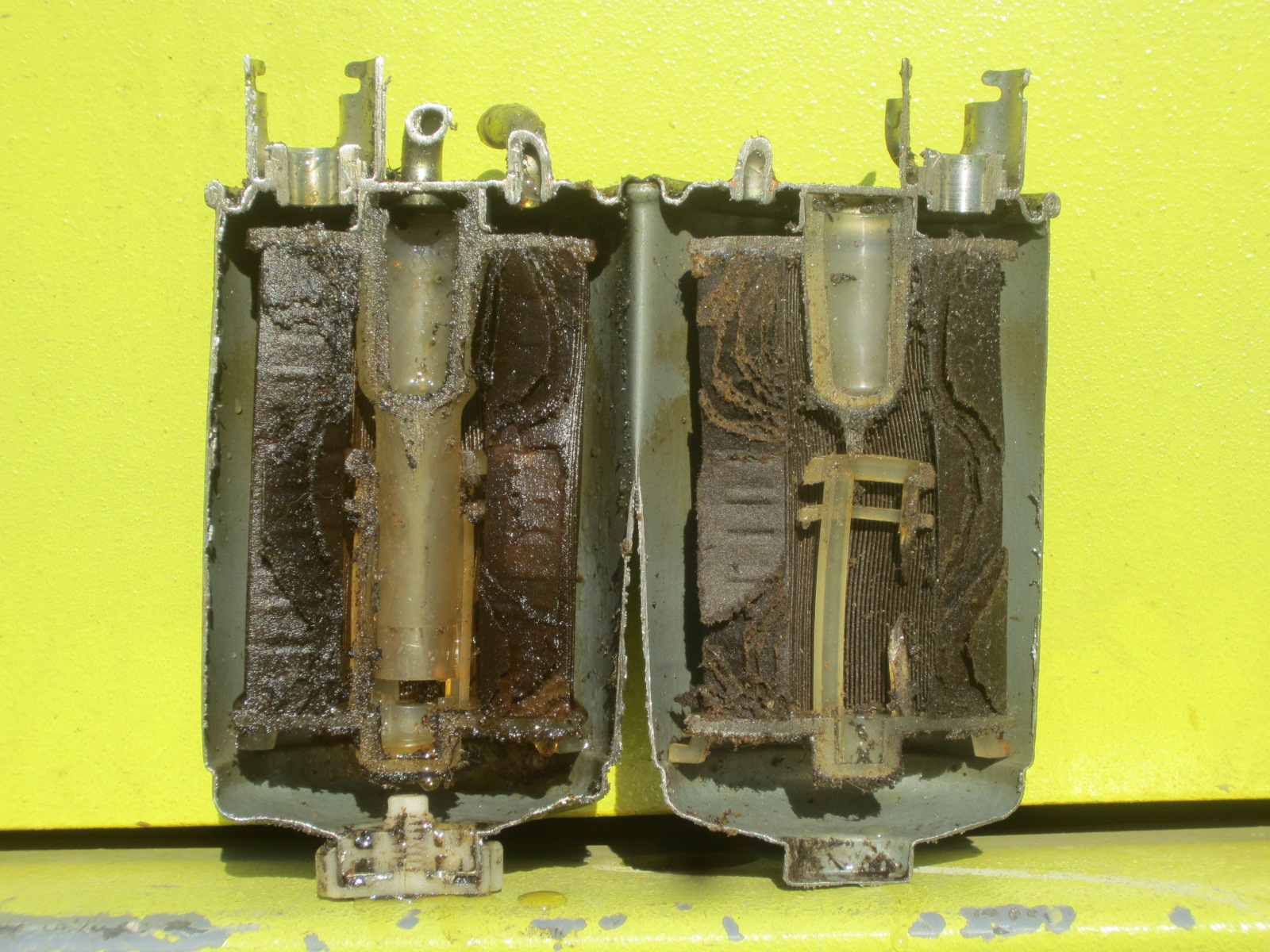
Baugleicher Dieselfilter, aufgeschnitten, nachdem er wegen Verstopfung ausgebaut wurde. Gut zu erkennen die Kunststoff-Rändelverschraubung zur manuellen Entwässerung

Der Kraftstofffilter ist ein Bauteil in Kraftfahrzeugen, das den Kraftstoff von Feststoffpartikeln befreit. Er wird als Hauptstromfilter betrieben und ist meistens mit einem papierähnlichen Material gefüllt. Der Einbauort ist in der Kraftstoffleitung zum Motor, wobei zwischen Dieselfilter und Benzinfilter zu unterscheiden ist:
Dieselfilter haben eine kartuschenähnliche Bauform mit einseitiger Anflanschung, bauähnlich einem Ölfilter. Benzinfilter sind meist „inline“ in der Saugleitung zur Kraftstoffpumpe oder in der Druckleitung zwischen Pumpe und Einspritzventile montiert, ihr Gehäuse besteht in der Regel aus Kunststoff oder Leichtmetallblech.

## Der Rohkraftstoff
Unfiltrierter Kraftstoff kann verschiedene Arten von Verunreinigungen enthalten, beispielsweise Lackstücke oder Schmutz, der beim Befüllen in den Tank gelangt ist, aber auch Rost, welcher sich durch Feuchtigkeit in den Stahltanks gebildet hat. Werden diese Substanzen nicht entfernt, bevor der Kraftstoff in den Motor gelangt, sind vorzeitiger Verschleiß und Defekte in der Kraftstoffpumpe und dem Einspritzsystem wahrscheinlich, hervorgerufen sowohl durch Verstopfung von Düsen, aber auch durch die verschleißfördernde Wirkung der Partikel.

## Filterwartung
Kraftstofffilter müssen regelmäßig gewartet werden. Dazu wird normalerweise der Filter ausgetauscht, indem er von der Kraftstoffleitung getrennt und durch einen neuen ersetzt wird, der meist vorher manuell mit Kraftstoff befüllt wird, um einen rascheren Motorstart zu ermöglichen.
Darüber hinaus existieren Filter, die gereinigt und damit wiederverwendet werden können.
Wenn ein Filter nicht gewartet wird, kann er verstopfen und den Kraftstofffluss erheblich behindern, was zu einer spürbaren Verringerung der Motorleistung führt. Im Extremfall kann der Kraftstofffluss vollständig versiegen.
In Dieseleinspritzanlagen dienen die senkrecht installierten Filtergehäuse auch zur Abscheidung von spezifisch schwererem Wasser, das sich auf dem Filtergrund ansammelt. Im Rahmen der regelmäßigen Wartung kann eventuell vorhandenes Wasser über eine häufig drehbare Vorrichtung abgelassen werden.

## Aufbau
Bei Kraftfahrzeugen mit Ottomotor waren lange kleinvolumige Einwegfilter aus durchsichtigem Kunststoff üblich. Diese verfügten über Anschlusstüllen, auf die im Austauschfall die Anschlussschläuche aufgeschoben wurden.
Dieselkraftstofffilter sind meist großvolumig und dosenförmig aufgebaut. Füllmengen von 0,5 Liter sind dabei üblich. Die deutlich größere Filterfläche gestattet feinmaschige Filter, welche langsam durchströmt werden. Dadurch können hohe Abscheideraten erzielt werden und auch feinste Schmutzpartikel zurückgehalten werden, welche sonst die feinstbearbeiteten, hochpräzise gefertigten Einspritzpumpen und auch die Einspritzinjektoren vorzeitig verschleißen und somit unbrauchbar werden lassen.
Daneben dienen die senkrecht installierten Filtergehäuse zur Abscheidung von spezifisch schwererem Wasser, das durch Kondensation von Luftfeuchtigkeit oder mangelhafte Treibstoffqualität eingebracht wurde. Dieses Wasser sammelt sich auf dem Filtergrund an. Im Rahmen der regelmäßigen Wartung kann eventuell vorhandenes Wasser über eine häufig drehbare Vorrichtung abgelassen werden. Insbesondere bei der Verwendung des stark hygroskopischen Biodiesel können verkürzte Wartungsintervalle erforderlich werden.
Darüber hinaus können Dieselfilter auch über Sensoren verfügen, die eine erforderliche Wartung signalisieren können. Einige Dieselfilter können beheizt werden, damit das bei tiefen Temperaturen möglicherweise ausflockende Paraffin den Filter nicht verstopft. Einfache Systeme nutzen den erwärmten, überschüssigen Kraftstoff aus der Rücklaufleitung der Einspritzpumpe, früher auch der Einspritzventile, der bei geringen Zulauftemperaturen über ein Thermoventil vor dem Filter wieder eingespeist wird.

## Geschichte

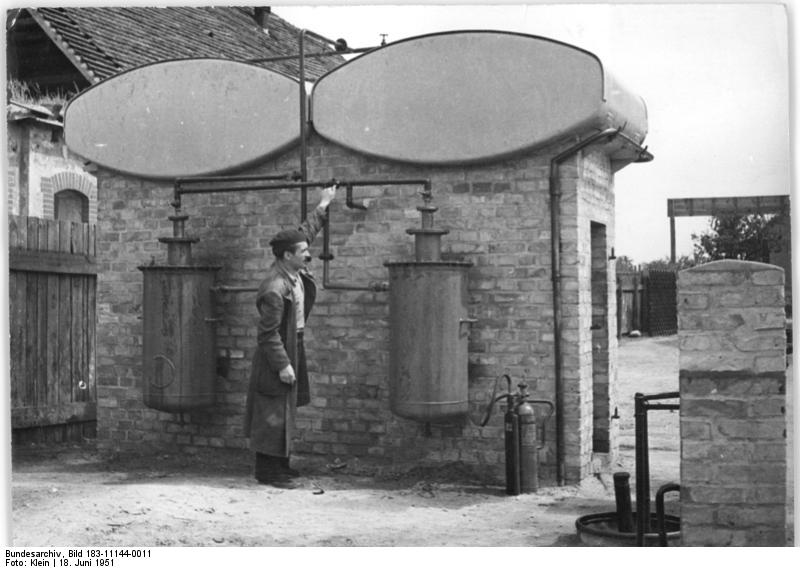
Filteranlage für Diesel-Kraftstoff der MAS in Trebus bei Fürstenwalde/Spree, 1951

In der Vergangenheit wurde der Kraftstoff zuweilen mit nicht im Fahrzeug integrierten Filtersystemen aufbereitet, wie dieses Foto aus dem Jahr 1951 zeigt.